# Strawberry Field

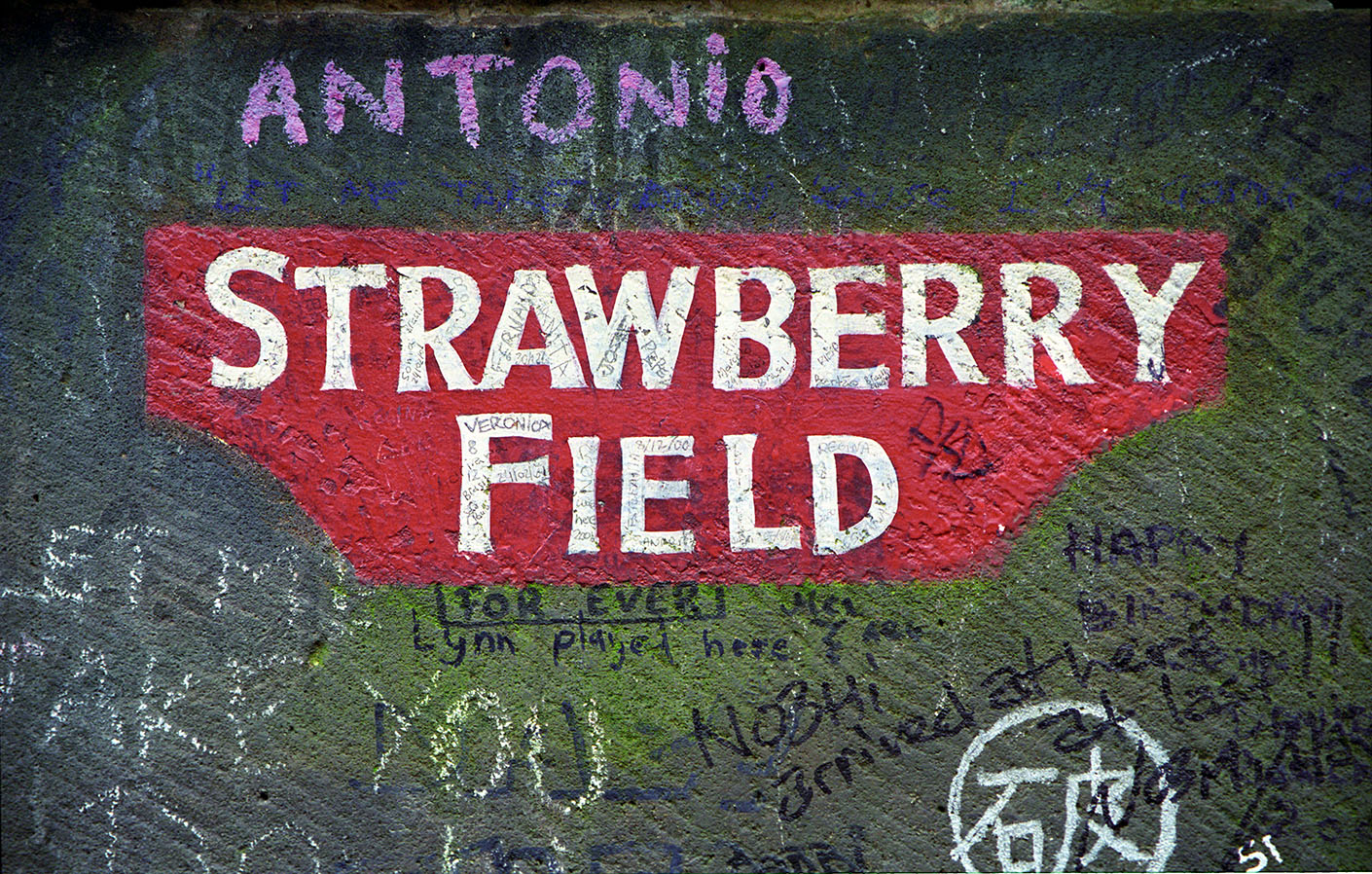
Pared con la leyenda Strawberry Field.

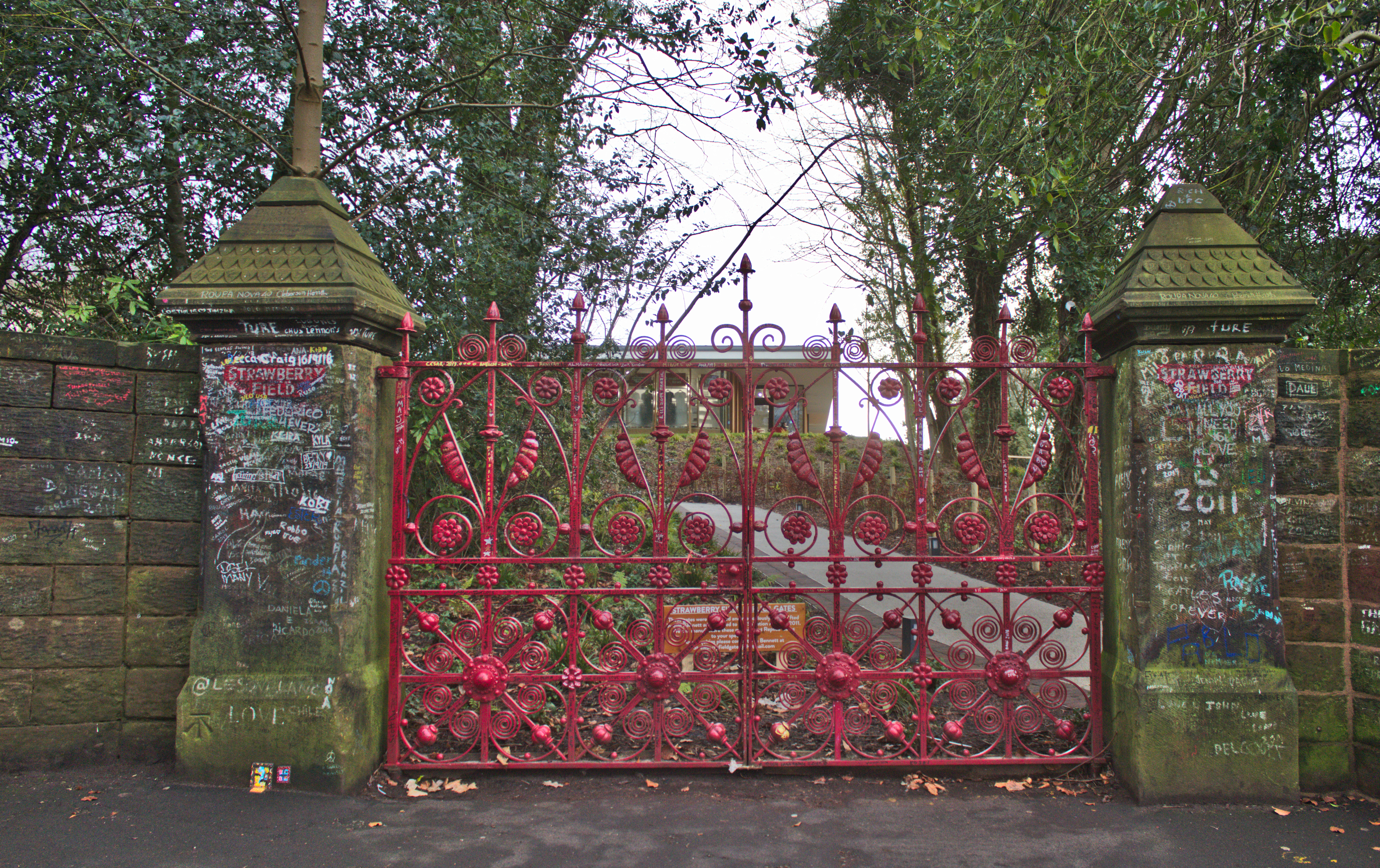
Strawberry Field, en Liverpool, Inglaterra.

Strawberry Field (Campo de Fresas, o frutillar) es el nombre de una finca arbolada ubicada en la calle Beaconsfield 16, casi esquina Menlove Avenue, del suburbio de Woolton, en la ciudad inglesa de Liverpool. La finca es propiedad del Ejército de Salvación, que mantuvo en ese lugar durante varias décadas un orfanato, actualmente demolido. En esa zona de Woolton es tradicional que las casas y las fincas tengan nombre. La finca es célebre debido a la canción «Strawberry Fields Forever» de The Beatles, escrita por John Lennon y acreditada a Lennon-McCartney. La misma se encuentra a pocas cuadras de Mendips (251 Menlove Avenue), que fuera el hogar de Lennon durante su adolescencia y la mayor parte de su infancia, quién solía jugar allí con sus amigos. Actualmente, en 2018, se han demolido las construcciones que se encontraban dentro de la finca y se han talado casi todos los árboles, con excepción de un pequeño sector que rodea a una de las dos puertas de entrada. A partir de 2019 se proyecta abrir en el lugar un espacio de reflexión espiritual.

## Historia
La primera referencia a "Strawberry Field" data de 1870. En 1912 fue transferido a un comerciante rico, cuya viuda vendió la propiedad al Ejército de Salvación en 1934. Se inauguró el 7 de julio de 1936. La casa original fue demolida y reemplazada por una casa más pequeña especialmente diseñada para niños que fue inaugurada oficialmente el 11/07/1973. En esta casa estaba prevista tres unidades familiares, con capacidad para 12 niños. Se cerró a principios de enero de 2005 y es ahora un centro de iglesia y oración. Las famosas puertas que marcan su entrada siguen en pie.
El nombre de la casa se hizo mundialmente famoso en 1967, con el lanzamiento del sencillo de The Beatles "Strawberry Fields Forever", escrito por John Lennon. Lennon creció cerca de la casa (una parte de su infancia se trata de la fiesta en el jardín que se llevaba a cabo cada verano en los jardines de Strawberry Field). La tía de Lennon, Mimi recordó: "Tan pronto como se oía la banda del Ejército de Salvación de partida, John saltaba arriba y abajo gritando: "Mimi, vamos. Vamos a llegar tarde."". La zona boscosa detrás del edificio, que Lennon apodó en plural, "Strawberry Fields", fue donde él y sus amigos de la infancia, Pete Shotton e Ivan Vaughan jugaban a menudo. Se decía que este lugar inspiró a Lennon a ser músico.

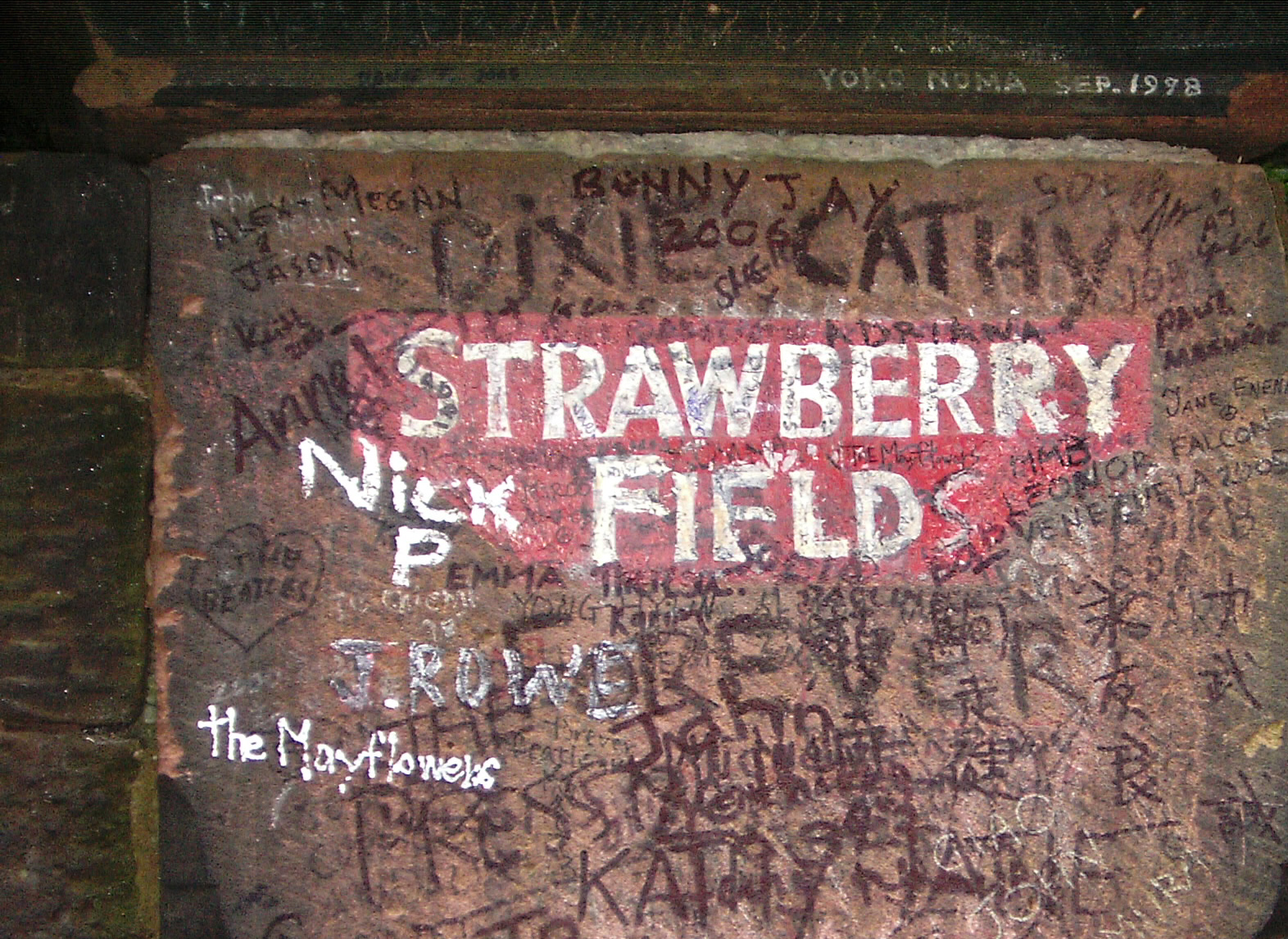
Una imagen más reciente de la puerta, con las tradicionales inscripciones de los admiradores.

El signo de Strawberry Field fue adaptado por la banda británica Straw como su logotipo por 2 años (1998-99).